# Sweeny, Texas
Sweeny là một thành phố thuộc quận Brazoria, tiểu bang Texas, Hoa Kỳ. Năm 2010, dân số của xã này là 3684 người.

## Dân số
- Dân số năm 2000: 3624 người.
- Dân số năm 2010: 3684 người.